# Borovno
Borovno (en allemand : Borowno) est une commune du district de Plzeň-Sud, dans la région de Plzeň, en République tchèque. Sa population s'élevait à 92 habitants en 2020.

## Géographie
Borovno se trouve à 7 km à l'est de Spálené Poříčí, à 27 km au sud-est de Plzeň et à 74 km au sud-ouest de Prague.
La commune est limitée par Spálené Poříčí à l'ouest et au nord, par Míšov à l'est, par Nové Mitrovice au sud.

## Histoire
La première mention écrite de la localité date de 1347. À la suite de la suppression de la zone militaire de Brdy en 2014, son territoire a été partagé entre les communes limitrophes. La commune de Borovno s'agrandit ainsi de 96,59 ha, formant une section cadastrale nommée Borovno v Brdech.

## Transports
Par la route, Borovno se trouve à 7,5 km de Spálené Poříčí, à 33,5 km de Plzeň et à 89 km du centre de Prague.